# After the Fire
After the Fire (ou ATF) foi uma banda britânica que partiu do rock progressivo ao new wave formada em Londres, em 1974.

## Discografia

### Singles
- "One Rule for You" (1979) - CBS
- "Laser Love" (1979) - CBS
- "Life in the City" (1979) - CBS
- "Love Will Always Make You Cry" (1980) - Epic
- "Wild West Show" (1980) - Epic
- "Rich Boys" (1982) - CBS
- "Dancing in the Shadows" (1982) - CBS
- "Der Kommissar" (1983) - CBS
- "One Rule (for Trade Justice)" (2005)
- "Forged from Faith" (2005)

### Álbuns
- Signs of Change (1978) - Rapid
- Laser Love (1979) - CBS
- 80-f (1980) - Epic
- Batteries Not Included (1982) - CBS
- Der Kommissar (1982) - Epic - compilação
- Signs of Change (2004) - RoughMix
- Der Kommissar - The CBS Recordings (2005) - Edsel
- Live at Greenbelt (ao vivo no 2004 Greenbelt Festival)

## Videografia

### DVDs
- You Had to Be There!: Live at the Greenbelt Festival (2005) - RoughMix